# Albrecht Höhler
Albrecht "Ali" Höhler (Mainz, Imperio alemán, 30 de abril de 1898 - 20 de septiembre de 1933, Frankfurt-Óder, Tercer Reich) fue un carpintero alemán, miembro del Partido Comunista (KPD) y de la Roter Frontkämpferbund. Es conocido por el asesinato de Horst Wessel, líder local en Berlín de las SA y autor de la canción que posteriormente llevaría su nombre. Después de que los nazis llegaron al poder, Höhler fue sacado de la prisión y asesinado por las SA.

## Vida

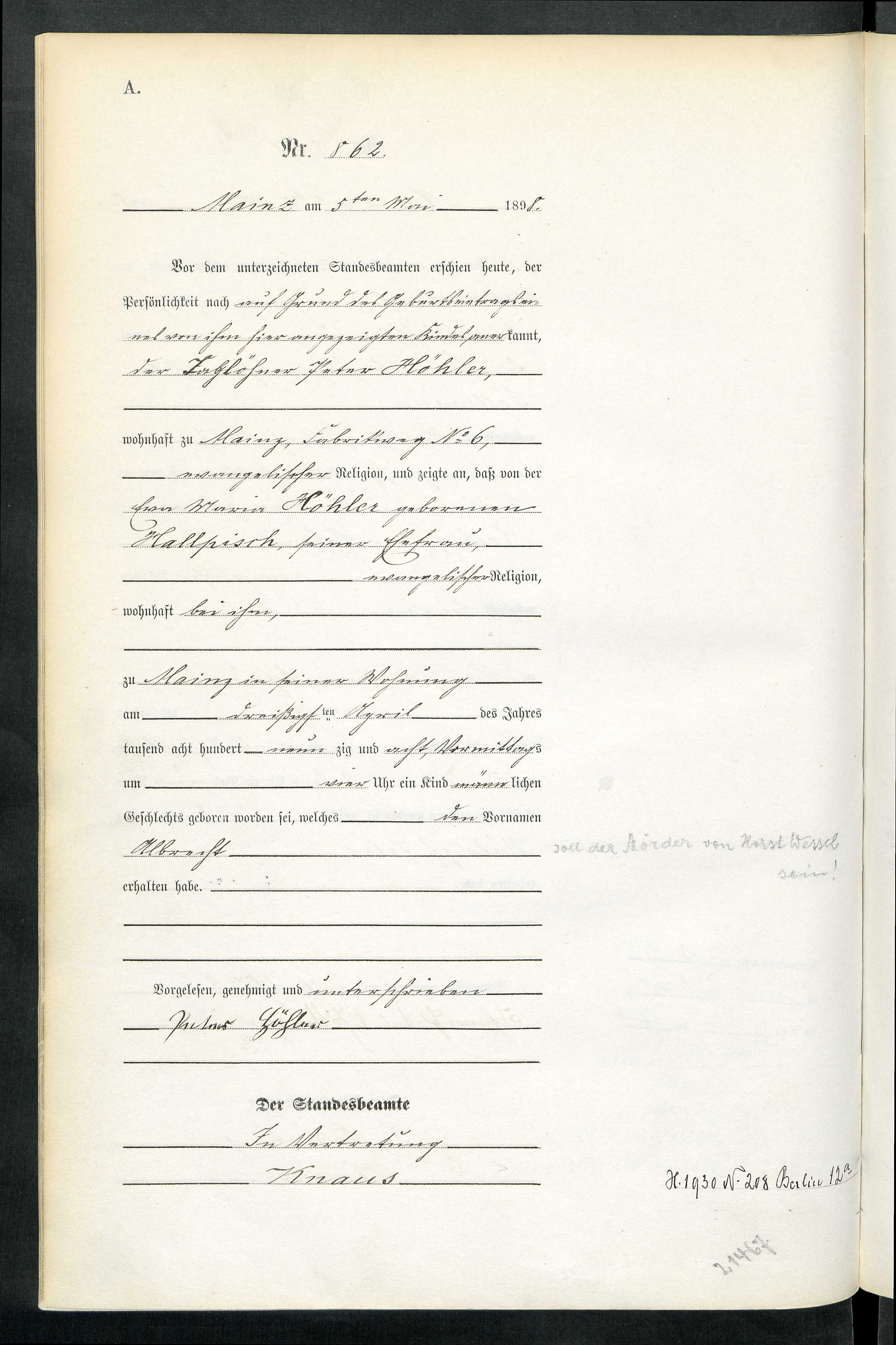
Acta de nacimiento de Albrecht Höhler.

Höhler nació en Mainz, era hijo del jornalero Peter Höhler. Aprendió carpintería y se convirtió en miembro del KPD en 1924. También fue miembro del Asociación de Combate del Frente Rojo y continuó activo en el RFB después de su prohibición en 1929. Durante ese tiempo también estuvo involucrado en múltiples riñas y combates callejeros [cita requerida]. En 1930, vivió en la Mulackstraße 13 en Mitte/Berlín.
En abril de 1930, Höhler se casó con Margarete Nickel, llamada "Greta", quien anteriormente la había adquirido como prostituta. Los testigos fueron dos oficiales de la prisión.

## Muerte de Horst Wessel
El 14 de enero de 1930 se alertó a la Alianza de Luchadores del Frente Rojo sobre una disputa de alquiler entre la arrendadora comunista Elisabeth Salm y su inquilino Horst Wessel. Según la información revelada en el tribunal, el famoso líder de las SA fue blanco de una "golpiza proletaria". Esta acción fue probablemente motivada políticamente; Horst Wessel fue denominado "el asesino de los trabajadores" en carteles publicados por el Partido Comunista en el vecindario. Wessel dirigió numerosas acciones violentas contra los comunistas berlineses y era bien conocido por el Gauleiter del NSDAP, Joseph Goebbels. Como era sabido que Wessel tenía un arma de fuego, Höhler tomó su arma en la confrontación dirigida por la RFB con Wessel. Höhler más tarde declaró en la corte que le disparó a Wessel mientras éste buscaba su arma en una repisa. Horst Wessel, herido de gravedad, murió el 23 de febrero de 1930, como resultado de la hemorragia de la herida de bala.

## Encarcelamiento y asesinato
Tras asesinar a Horst Wessel, Höhler huyó a Praga, pero luego regresó a Berlín, donde fue arrestado.
El 26 de septiembre de 1930, Höhler fue declarado culpable de homicidio involuntario y sentenciado a seis años de prisión en la prisión de Wohlau. Después de que el Partido Nazi tomara el poder, Höhler fue trasladado a una prisión de la Gestapo en Berlín, supuestamente para interrogarlo sobre un nuevo juicio, tras esto exigió ser devuelto a Wohlau.
El 20 de septiembre de 1933, Höhler fue tomado por orden del SA-Gruppenführer Karl Ernst por tres detectives, incluido el miembro de las SA Willi Schmidt. Fue trasladado de la prisión policial de la Alexanderplatz sobre la base de una orden de entrega firmada por la Gestapo. Cerca de Potsdamerplatz, varios vehículos más se acercaron a la furgoneta de prisioneros. La columna del vehículo condujo hacia Frankfurt-Oder. A unos 12 km de Frankfurt, la columna se detuvo. Höhler recibió la orden de abandonar el vehículo y fue dirigido por un grupo de al menos ocho personas lejos del camino hacia un bosque cercano. Allí, el Gruppenführer Ernst pronunció un breve discurso en el que condenó a muerte a Höhler como asesino de Horst Wessel. Höhler recibió múltiples disparos de varios de los presentes cerca del Chaussee Berlín-Frankfurt. El cuerpo apenas fue enterrado en el lugar. El informe oficial sobre el incidente supuestamente afirmaba que el vehículo había sido interceptado en la calle por un grupo de siete a ocho hombres de las SA y que los oficiales se habían visto obligados a entregar a Höhler bajo amenaza de violencia, que luego había sido secuestrado con un destino desconocido.

## Investigación posterior
Después de una investigación de la fiscalía de Berlín en la década de 1960, los asesinos de Höhler fueron identificados como Karl Ernst, su ayudante Walter von Mohrenschildt, el SA-Standartenführer Richard Fiedler, el Sturmbannführer Willi Markus, el Gruppenführer Príncipe Augusto Guillermo de Prusia, el jefe de la Gestapo Rudolf Diels (que veló los hechos en sus memorias), los detectives Maikowski y Pohlenz y posiblemente el asesor legal de las SA en Berlín-Brandeburgo, Gerd Voss. Los disparos fatales probablemente fueron realizados por Ernst y Mohrenschildt, según los hallazgos del fiscal. Luego se dijo que Ernst había organizado el asesinato por orden de Ernst Röhm, quien a su vez había recibido órdenes de Adolf Hitler de que el asesino de Wessel debía ser fusilado sumariamente.
En 1933, las investigaciones sobre el asesinato de Höhler se detuvieron rápidamente debido a la presión política. Incluso el informe oficial de la policía al fiscal declaró que Diels reveló falsamente que Höhler había sido secuestrado de la custodia policial y que "el acto fue perpetrado contra la persona de Höhler por razones especiales". Después de la reanudación de las investigaciones en la década de 1960, se descubrió el verdadero curso de los acontecimientos al interrogar a Willi Schmidt y al chofer de Karl Ernst. La investigación de los perpetradores sobrevivientes Schmidt, Pohlenz, Markus y Fiedler finalmente se suspendió en 1969 porque solo podían probar ayudar e instigar el asesinato, que ya estaba prescrito en ese momento.